# Philistina benesi
Philistina benesi är en skalbaggsart som beskrevs av Alain Drumont 1998. Philistina benesi ingår i släktet Philistina och familjen Cetoniidae. Inga underarter finns listade i Catalogue of Life.